# Stóra-Grænafjall
Stóra-Grænafjall är ett berg i republiken Island. Det ligger i regionen Suðurland, 130 km öster om huvudstaden Reykjavík. Toppen på Stóra-Grænafjall är 881 meter över havet, eller 340 meter över den omgivande terrängen. Bredden vid basen är 4,8 km.
Trakten runt Stóra-Grænafjall är nära nog obefolkad, med mindre än två invånare per kvadratkilometer. Det finns inga samhällen i närheten. Trakten runt Stóra-Grænafjall består i huvudsak av gräsmarker.